# サンシュ2世 (ポルトガル王)
サンシュ2世（Sancho II, 1209年9月8日 - 1248年11月4日）は、第4代ポルトガル王（在位：1223年 - 1248年）。アフォンソ2世と王妃でカスティーリャ王アルフォンソ8世の娘ウラカ・デ・カスティーリャの長男。アフォンソ3世の兄。

## 生涯
レコンキスタでポルトガル東部・南部征服を狙い、1225年にエルヴァスを包囲して失敗したが、サンティアゴ騎士団の働きで獲得した。以後もサンティアゴ騎士団の助けで進軍を続け、1238年、アレンテージョ全土とアルガルヴェの東部海岸を征服した。
一方で王権の強化を目指し、父の政策を継いで教会の富を抑制する方針を取り教会への土地寄進・遺贈を禁じたが、教会と貴族の間の紛争に巻き込まれ、内政を乱す結果となった。これを理由に、高位聖職者たちはローマ教皇インノケンティウス4世に王の廃位を申請した。
1245年、教皇はサンシュ2世の曽祖父アフォンソ1世の「封建申請書」と国土寄進をたてに教勅書を出し、王位を王弟アフォンソ（アフォンソ3世）に譲ることを命じた。サンシュ2世はトレドに亡命し死去、妃メシア・ロペス・デ・アロ（ビスカヤ領主ロペ・ディアス2世デ・アロの娘）との間に子供が無かったため、アフォンソ3世が正式にポルトガル王に即位した。

## 忠誠を尽くした城主
コインブラ城主マルティン・デ・フレイタスは、新王アフォンソ3世が前王を追い出す形で即位したことを好まず、自分の城に立てこもった。アフォンソ3世は、忠誠を誓わないマルティンのコインブラを包囲した。サンシュ2世が死去するまで1年4ヶ月、マルティンは包囲を耐えた。前王の死去の知らせを聞くと、マルティンはアフォンソ3世の許可を得てトレドへ向かった。サンシュ2世の棺を開けてもらい、コインブラの城の鍵を遺骸の手に握らせた後、あらためて鍵を受け取った。帰国してマルティンは、アフォンソ3世に鍵を手渡した。サンシュ2世の手から鍵を渡すという、正規の手続きを踏むことにこだわった彼の行為に感動した王は、マルティンをそのままコインブラ城主にとどめようとしたが、彼は固辞して受けなかった。